# Kasumigaseki Building
Le Kasumigaseki Building est un gratte-ciel se trouvant dans le quartier de Kasumigaseki, à Chiyoda, Tokyo. Composé de 30 étages pour 156 mètres de hauteur. Dessiné par Kiyoshi Mutō du bureau d'architectes de la société Kajima Corporation, il a été construit entre 1965 et 1968 et sert principalement de bureaux. 
Le Kasumigaseki Building est considéré comme le premier vrai building de Tokyo car avant les années 1960, la hauteur de construction ne pouvait pas dépasser les 31 m dans la ville.